# Jorge Martínez Reverte
Jorge Martínez Reverte, que firmaba sus obras como Jorge M. Reverte (Madrid, 28 de septiembre de 1948-Ib., 24 de marzo de 2021), 
fue un escritor, periodista e historiador español. Como historiador, se especializó en la guerra civil española, y como narrador escribió siete novelas negras protagonizadas por el periodista "Gálvez".
Era hermano menor del también escritor y periodista Javier Reverte.

## Biografía
Era hijo del periodista Jesús Martínez Tessier (1914-1995) y de Josefina Reverte Ferro (1917-1992). Tenía un hermano mayor, Javier Reverte (1944-2020), que falleció solo cuatro meses y medio antes que Jorge (31 de octubre de 2020).
Estudió cuatro años de Ciencias Físicas y Periodismo.
Fue autor de diez novelas, siete de ellas protagonizadas por el periodista Julio Gálvez; así como del libro de relatos El último café (1989). Además publicó libros relacionados con la historia y la memoria: Hijos de la guerra (2001), en colaboración con Socorro Thomás; Soldado de poca fortuna (2001), en colaboración con Javier Reverte; La batalla del Ebro (2003), y La batalla de Madrid (2004). También fue el guionista de las historietas de la periodista Marta, que desarrolló para El País con dibujos de Pedro Arjona y cuyas aventuras recogieron los volúmenes Sol de invierno (1991) y Los tigres del Canal (2019).
Como periodista trabajó en la agencia Pyresa; en revistas como Cambio 16, Posible, Ciudadano, La Calle, Zona Abierta y la mensual Mayo, de la que fue director; las emisoras Radio Nacional de España, Onda Madrid o Canal Sur Radio; y los periódicos El País, El Sol y El Periódico de Catalunya. Organizó el documental Yoyes, que obtuvo la Ninfa de Plata en el Festival de Montecarlo. En 2009 recibió el Premio Ortega y Gasset de Periodismo al mejor trabajo de prensa por el reportaje Una muerte digna, en que narraba la muerte de su madre.

## Obra

### Narrativa
- Demasiado para Gálvez, Serie Julio Gálvez, 1 (1979). Espasa.
- Gálvez en Euskadi, Serie Julio Gálvez, 2 (1981). Espasa.
- El mensajero (1982). Grijalbo.
- El último café, libro de relatos (1989). Anagrama.
- Una vida de héroe (1991). Anagrama.
- Sol de invierno, Serie Marta, 1 (1991). Ediciones Cúbicas.
- Gálvez y el cambio del cambio, Serie Julio Gálvez, 3 (1995). Anagrama.
- Gálvez en la frontera, Serie Julio Gálvez, 4 (2001). Destino.
- Gudari Gálvez, Serie Julio Gálvez, 5 (2005). Destino.
- Triple agente (2007). Espasa.
- Gálvez entre los leones, Serie Julio Gálvez, 6 (2013). RBA.
- Gálvez y la caja de los truenos, Serie Julio Gálvez, 7 (2017). Del Viento.
- Libre te quiero (2019). Espasa.
- Los tigres del Canal, Serie Marta, 2 (2019). Reino de Cordelia.

### Ensayo histórico
- Hijos de la guerra. Testimonios y recuerdos (2004), con Socorro Thomás. Temas de Hoy.
- La caída de Cataluña (2006). Crítica.
- La batalla del Ebro (2006). Crítica.
- La batalla de Madrid (2007). Destino.
- La furia y el silencio (2008). Espasa.
- El arte de matar. Cómo se hizo la Guerra Civil Española (2009). RBA.
- La División Azul. Rusia, 1941-1944 (2011). RBA.
- De Madrid al Ebro. Las grandes batallas de la Guerra Civil (2016), con Mario Martínez Zauner. Galaxia-Gutenberg.
- La matanza de Atocha. 24 de enero de 1977 (2016), con Isabel Martínez Reverte. La Esfera de los Libros.
- El vuelo de los buitres (2021). Galaxia-Gutenberg.

### Memorias y biografías
- Soldado de poca fortuna (2001), coescrito con su hermano Javier Reverte, memorias de Jesús Martínez Tessier (padre de los autores). Punto de lectura.
- Perro come perro. Guía para leer periódicos (2002), ensayo personal. Crítica.
- Nicolás Redondo. Memoria política de una época (2007), memorias de Nicolás Redondo. Crítica.
- Guerreros y traidores. De la guerra de España a la guerra fría (2014), biografía del brigadista internacional Bill Aalto. Galaxia-Gutenberg.
- Inútilmente guapo. Mi batalla contra el ictus (2015), autobiografía. La Esfera de los Libros.
- Una infancia feliz en una España feroz (2018), autobiografía. Espasa.